# Браиловка (Харьковская область)
Браиловка (укр. Браїлівка), село, 
Краснопавловский поселковый совет,
Лозовский район,
Харьковская область.
Код КОАТУУ — 6323955401. Население по переписи 2001 года составляет 209 (101/108 м/ж) человек.

## Географическое положение
Село Браиловка примыкает к пгт Краснопавловка,
по селу протекает пересыхающий ручей с запрудами.
Рядом проходят автомобильная дорога Т-2107 и железная дорога, ближайшая станция Краснопавловка.

## История
- 1928 — дата основания.